# Róma hét dombja
Róma hét dombja vagy hét nagyobb halma a Tiberis (ma olaszul Tevere) bal partján, a folyótól keletre terült el. Az ókorban eredetileg ezeken, illetve körülöttük alakult ki Róma városa. 
A környező mocsarakból, a Tiberis árterületeiből kiemelkedő dombok nyújtottak biztonságos lakóhelyet azoknak az ősi törzseknek, akikből Róma későbbi latin lakossága kialakult. A hét dombot és környezetüket már nagyon korán fallal vették körül, aminek építését a hagyomány Róma legendás 6. királyának, Servius Tulliusnak tulajdonította, bár a modern kutatások eredményei szerint a fal építésére „csak” az i. e. 4. században, már a köztársaság korában került sor.

Róma hét dombja a Tiberistől keletre, angol (felül) és latin (zárójelben) feliratokkal

## A hét domb
A hét domb ókori latin neve ábécé-sorrendben:
- Aventinus (olaszul Aventino)
- Caelius (olaszul Celio)
- Capitolinus (később Capitolium, olaszul Campidoglio)
- Esquilinus (olaszul Esquilino)
- Palatinus (olaszul Palatino)
- Quirinalis (olaszul Quirinale)
- Viminalis (olaszul Viminale)

Nevük mellé a latinban gyakran hozzátették a mons (hegy) illetve collis (domb, halom) szót is. Ilyen alapon időnként különbséget is tettek közülük, a Quirinalis és a Viminalis „rangja” többnyire a collis volt, a többié inkább a mons. Magasságuk 47-64 méter között mozog. 
Az olasz főváros központjának mai földrajzi képében a hét domb már nehezen vehető ki, kivéve a folyó közelében emelkedő Capitolinust (Campidoglio), amelyen a középkori római városháza és nagy múzeumok találhatók, valamint a Palatinust, ami az ókori ásatások egyik központja a Colosseum közelében.

## Egyebek

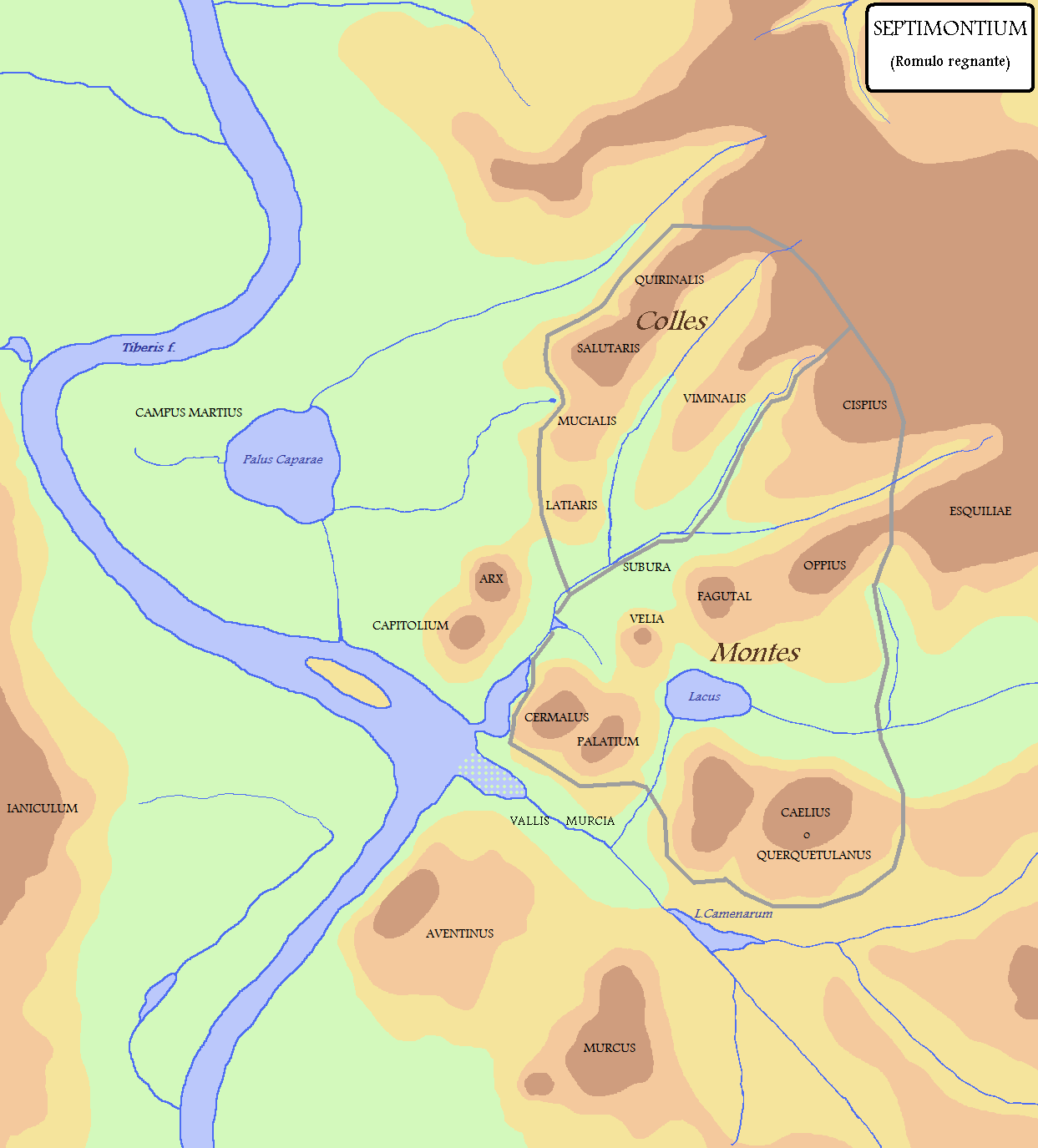
A Septimontium (körbejelölve)

A Septimontium Róma őskori területének a neve volt, mely a Palatinus dombját, annak nyugati és északi részeit, a Germálust és Veliát, az Esquilinus három emelkedését (Oppius, Cispius, Fagutal) és a szomszédos Síihurát foglalta magában.
A klasszikus ókori városközponton kívül voltak a Vatikán (75 méter magas) és a Gianicolo (82 méter) (a Tiberis jobb partján, nyugaton), valamint Pincio (54 méter) dombja (a központtól északra), amelyek csak Aurelianus római császár korában, az i. sz. 3. században kerültek be Róma közigazgatási területébe. 
Rómában 1963 óta Trofeo Settecolli, azaz Hét domb néven rendeznek rangos nemzetközi úszóversenyt.
A római hagyomány nyomán több város „fedezte fel”, hogy szintén hét dombra vagy hegyre épült, így például Lisszabon, Plovdiv, a virginiai Lynchburg, Magyarországon Ózd, Kaposvár, Veszprém.